# Sedum litoreum
Sedum litoreum är en fetbladsväxtart som beskrevs av Giovanni Gussone. Sedum litoreum ingår i Fetknoppssläktet som ingår i familjen fetbladsväxter. Utöver nominatformen finns också underarten S. l. creticum.